# Lý Quốc
Lý Quốc là một xã thuộc tỉnh Cao Bằng, Việt Nam.

## Địa lý
Lý Quốc là xã cực đông của huyện Hạ Lang và cả tỉnh Cao Bằng, có vị trí địa lý:
- Phía tây giáp xã Đồng Loan và xã Minh Long
- Các phía còn lại giáp Trung Quốc.

Xã Lý Quốc có diện tích 37,42 km², dân số năm 2019 là 2.343 người, mật độ dân số đạt 63 người/km².
Trên địa bàn xã có một số ngọn núi như Khau Dăn, Khỉ Cháo, Ba Đuông, Nặm Thấu, Phia Nhàn, Ngườm Răn, Rạm Kha, Mu Mủn, Thềnh Ngườm, Tu Giáo. Xã có tỉnh lộ 206 và 207 chạy qua, hai tuyến này nối tiếp nhau tạo thành một tuyến đường liền mạch. Lý Quốc có suối Bản Bang và hồ Khưa Khoang.

## Lịch sử
Ngày 15 tháng 9 năm 1969, giải thể huyện Hạ Lang, xã Lý Quốc được sáp nhập vào huyện Trùng Khánh.
Ngày 10 tháng 6 năm 1981, Hội đồng Chính phủ ban hành Quyết định 245-CP về việc:
- Thành lập xã Đồng Loan trên cơ sở sáp nhập 6 xóm: Lũng Nặm, Lũng Sún, Lũng Phục, Lũng Bụa, Lũng Cúng, Lũng Mán tách từ xã Lý Quốc
- Tách 4 xóm: Lý Vạn, Lũng Phấu, Khi Chao, Nậm Tốc của xã Minh Long để sáp nhập vào xã Lý Quốc.

Ngày 1 tháng 9 năm 1981, xã Lý Quốc được chuyển về huyện Hạ Lang vừa tái lập.
Xã Lý Quốc được chia thành 12 xóm: Bang Dưới, Bang Trên, Khưa Khoang, Khỉ Cháo, Bản Khoòng, Lập Nghiệp, Lũng Pấu, Lũng Phiô, Đông Thoang, Lý Vạn, Nặm Tốc, Bản Sao.
Ngày 9 tháng 9 năm 2019, Hội đồng Nhân dân tỉnh Cao Bằng ban hành Nghị quyết số 27/NQ-HĐND về việc:
- Sáp nhập hai xóm Lũng Phiô và Bang Trên thành xóm Hợp Nhất
- Sáp nhập xóm Nặm Tốc vào xóm Bản Sao, sáp nhập hai xóm Đông Thoang và Khưa Khoang thành xóm Khưa Thoang
- Sáp nhập xóm Lập Nghiệp vào xóm Bản Khoòng
- Sáp nhập hai xóm Khỉ Cháo và Lũng Pấu vào xóm Lý Vạn.

## Hành chính
Xã Lý Quốc được chia thành 6 xóm: Bản Khoòng, Bản Sao, Bang Dưới, Hợp Nhất, Khưa Thoang, Lý Vạn.